# ようこそシネマハウスへ
『ようこそシネマハウスへ』は、1994年1月28日にハードから発売された映画製作シミュレーションゲーム。
歌手・音楽家であるさっぽろももこが企画した本作は、1988年にRIKA名義で出した最後の同名メジャーシングル「ようこそシネマハウスへ/星空のパイロット」の世界観が大元となっており、シネマハウスのオーナーの協力のもと、町で出会った様々な人々をスカウトして映画を制作する。

## 概要
ぱらいそという架空の惑星の街で生活しつつ様々な人物と知り合っていく中で、原作者を見つけ、脚本家に依頼して脚本を作ってもらう。それを元にリブル・テンプル、マリエ・マリエ、ザジ・クレゾールの3人の主演女優から一人を選び、さらには共演者やエキストラを雇って、カメラマンなど撮影スタッフを集め映画を制作する。同じ原作でも脚本家の手腕やプレイヤーの行動によって完成する映画の内容は大きく変わり、物語の展開も異なっていく。
登場人物は時間軸にあわせた行動が設定されており、時期が悪いと目当ての人物に会えず、映画の制作に影響が出ることがある。
1997年には、KSSより『映画監督物語』という似たゲームシステムの作品が、キャラクターデザインのみさっぽろももこを起用して発売された。

## スタッフ
- 総合企画：さっぽろももこ
- 演出：らいち
- 企画補助：Navi

## 評価
発売の遅れなどにより売り上げは芳しくなかったが、主に雑誌、評論家などからは高い評価を受けた。
出回った数も少なかったため中古市場で高騰し、復刻を求める声も少なくなかったが、復刻版『はっちゃけあやよさん』発売イベントなどで、本作の復刻・移植の話も取り上げられ、復活したHARD並びに関係者の努力で復刻に向かっている。